# Richard Keen
Richard Keen (ur. 3 września 1986 w Amersham) – brytyjski kierowca wyścigowy.

## Kariera
Keen rozpoczął karierę w wyścigach samochodowych w 2003 roku, od startów w Zip Formula Great Britain, gdzie był dziewiąty. W późniejszych latach startował w Brytyjskiej Formule Ford, Brytyjskiej Formule BMW, Brytyjskiej Formule Renault, Formule Renault 3.5 oraz w Formule Palmer Audi. W prestiżowej Formule Renault 3.5 wystartował w 2006 roku, jednak nie zdobywał punktów.

## Statystyki
| Sezon | Seria                                     | Zespół                    | Wyścigi | Zwycięstwa | PP | NO | Podium | Punkty | Pozycja |
| ----- | ----------------------------------------- | ------------------------- | ------- | ---------- | -- | -- | ------ | ------ | ------- |
| 2003  | Zip Formula Great Britain                 |                           |         | 0          |    |    |        | 90     | 9       |
| 2004  | Formuła Ford 1600 BRDC                    |                           | 14      | 4          | 2  | 2  | 8      | 127    | 2       |
| 2004  | Brytyjska Formuła Ford                    | Nexa Racing               | 2       | 0          | 0  | 0  | 0      | 0      | NS      |
| 2005  | Brytyjska Formuła Renault                 | Team Firstair             | 16      | 0          | 0  | 0  | 0      | 130    | 14      |
| 2005  | Brytyjska Formuła Renault (edycja zimowa) | Manor Motorsport          | 3       | 0          | 0  | 0  | 1      | 58     | 7       |
| 2005  | Brytyjska Formuła BMW                     | Team SWR Pioneer          | 4       | 0          | 0  | 0  | 1      | 33     | 13      |
| 2006  | Formuła Renault 3.5                       | EuroInternational         | 2       | 0          | 0  | 0  | 0      | 0      | NS      |
| 2006  | Brytyjska Formuła Renault                 | Position 1 Racing         | 12      | 0          | 0  | 0  | 0      | 160    | 14      |
| 2006  | Brytyjska Formuła Renault (edycja zimowa) | Fortec Motorsport         | 4       | 0          | 0  | 0  | 1      | 58     | 6       |
| 2007  | Formula Palmer Audi Autumn Trophy         |                           | 6       | 2          | 2  | 0  | 4      | 112    | 1       |
| 2007  | Brytyjska Formuła Renault                 | Apotex Scorpio Motorsport | 6       | 0          | 0  | 0  | 0      | 76     | 12      |
| 2008  | Formuła Palmer Audi                       |                           | 3       | 2          | 1  | 1  | 3      | 66     | 19      |

## Wyniki w Formule Renault 3.5
| Legenda oznaczeń w tabelach wyników Wyświetl szablon na nowej stronie | Legenda oznaczeń w tabelach wyników Wyświetl szablon na nowej stronie                                                                     |
| Oznaczenie                                                            | Wyjaśnienie |
| --------------------------------------------------------------------- | --- |
| Złoty                                                                 | Zwycięzca lub mistrzostwo |
| Srebrny                                                               | 2. miejsce lub wicemistrzostwo |
| Brązowy                                                               | 3. miejsce lub II wicemistrzostwo |
| Zielony                                                               | Ukończył, punktował (w klasyfikacji generalnej, gdy zdobył co najmniej jeden punkt na przestrzeni sezonu, poza trzema powyższymi opcjami) |
| Niebieski                                                             | Ukończył, nie punktował (w klasyfikacji generalnej, gdy nie zdobył co najmniej jednego punktu na przestrzeni sezonu)                      |
| Czerwony                                                              | Nie zakwalifikował się (NZ) |
| Czerwony                                                              | Nie prekwalifikował się (NPK) |
| Różowy                                                                | Nie ukończył (NU) |
| Różowy                                                                | Niesklasyfikowany (NS) (w klasyfikacji generalnej, gdy nie został sklasyfikowany w żadnym wyścigu sezonu)                                 |
| Czarny                                                                | Zdyskwalifikowany (DK) |
| Czarny                                                                | Wykluczony (WYK/EX) |
| Biały                                                                 | Nie wystartował (NW) |
| Biały                                                                 | Kontuzjowany (K/INJ) |
| Biały                                                                 | Wyścig odwołany (OD/C) |
| Bez koloru                                                            | Został wycofany (WYC/WD) |
| Bez koloru                                                            | Nie przybył (NP/DNA) |
| Bez koloru                                                            | Nie brał udziału w treningach (NT/DNP) |
| Bez koloru                                                            | Nie został zgłoszony (–) |
| Pogrubienie                                                           | Start z pole position |
| Kursywa                                                               | Najszybsze okrążenie wyścigu |
| †                                                                     | Nie ukończył, ale jego rezultat został zaliczony ze względu na przejechanie więcej niż 90% dystansu wyścigu.                              |
| *                                                                     | Sezon w trakcie |
| 1/2/3                                                                 | Punktowana pozycja w sprincie kwalifikacyjnym                                                                                             |
| Lista systemów punktacji Formuły 1                                    | |

| Rok  | Zespół            | Wyniki w poszczególnych eliminacjach | Wyniki w poszczególnych eliminacjach | Wyniki w poszczególnych eliminacjach | Wyniki w poszczególnych eliminacjach | Wyniki w poszczególnych eliminacjach | Wyniki w poszczególnych eliminacjach | Wyniki w poszczególnych eliminacjach | Wyniki w poszczególnych eliminacjach | Wyniki w poszczególnych eliminacjach | Wyniki w poszczególnych eliminacjach | Wyniki w poszczególnych eliminacjach | Wyniki w poszczególnych eliminacjach | Wyniki w poszczególnych eliminacjach | Wyniki w poszczególnych eliminacjach | Wyniki w poszczególnych eliminacjach | Wyniki w poszczególnych eliminacjach | Wyniki w poszczególnych eliminacjach | Punkty | Pozycja |
| ---- | ----------------- | ------------------------------------ | ------------------------------------ | ------------------------------------ | ------------------------------------ | ------------------------------------ | ------------------------------------ | ------------------------------------ | ------------------------------------ | ------------------------------------ | ------------------------------------ | ------------------------------------ | ------------------------------------ | ------------------------------------ | ------------------------------------ | ------------------------------------ | ------------------------------------ | ------------------------------------ | ------ | ------- |
| 2006 | EuroInternational | ZOL                                  | ZOL                                  | MON                                  | TUR                                  | TUR                                  | ITA                                  | ITA                                  | SFR                                  | SFR                                  | DEU                                  | DEU                                  | GBR                                  | GBR                                  | FRA                                  | FRA                                  | ESP                                  | ESP                                  | 0      | 45      |
| 2006 | EuroInternational | –                                    | –                                    | –                                    | –                                    | –                                    | –                                    | –                                    | –                                    | –                                    | –                                    | –                                    | 20                                   | 21                                   | –                                    | –                                    | –                                    | –                                    | 0      | 45      |